# Танк-памятник Т-34-85 в Якутске
Танк-памятник Т-34-85 в Якутске — памятник, представляющий собой настоящий серийно выпускаемый танк модификации времён Великой Отечественной войны, установленный на площади Победы в столице Якутии, городе Якутске. Является составляющей частью Мемориального комплекса «Победа». Памятник истории регионального значения с официальным названием «Танк-памятник воинам-землякам, погибшим в годы Великой Отечественной войны».

## История
Танк-памятник Т-34-85 на том самом месте, что занимает сейчас на площади Победы Якутска, в юго-восточной её части, был установлен в 1980 году, возведённый в качестве монумента несколькими годами ранее. Это танк был установлен на высокий постамент в память о танковой колонне «Советская Якутия», которая была построена на средства собранные и переданные в фонд обороны Союза ССР трудящимися Якутской Автономной Советской Социалистической Республики в годы Великой Отечественной войны. Танковая колонна «Советская Якутия» была передана войскам 1-го Украинского фронта, чтобы боевые машины помогли победить врага и приблизить долгожданную Победу.
В соответствии с Постановлением Совета Министров ЯАССР «О состоянии и мерах по улучшению охраны памятников истории и культуры Якутской АССР» от 31.12.1976 г. № 484 от 31.12.1976 памятник внесён в список объектов культурного наследия и взят под охрану государства.
В 2005 году, к 60-летию Победы, на общем постаменте с танком Т-34-85 была установлена скульптурная композиция «Проводы на фронт» из пяти фигур: трёх солдат и женщины с ребёнком, отлитых в бронзе.

## Галерея

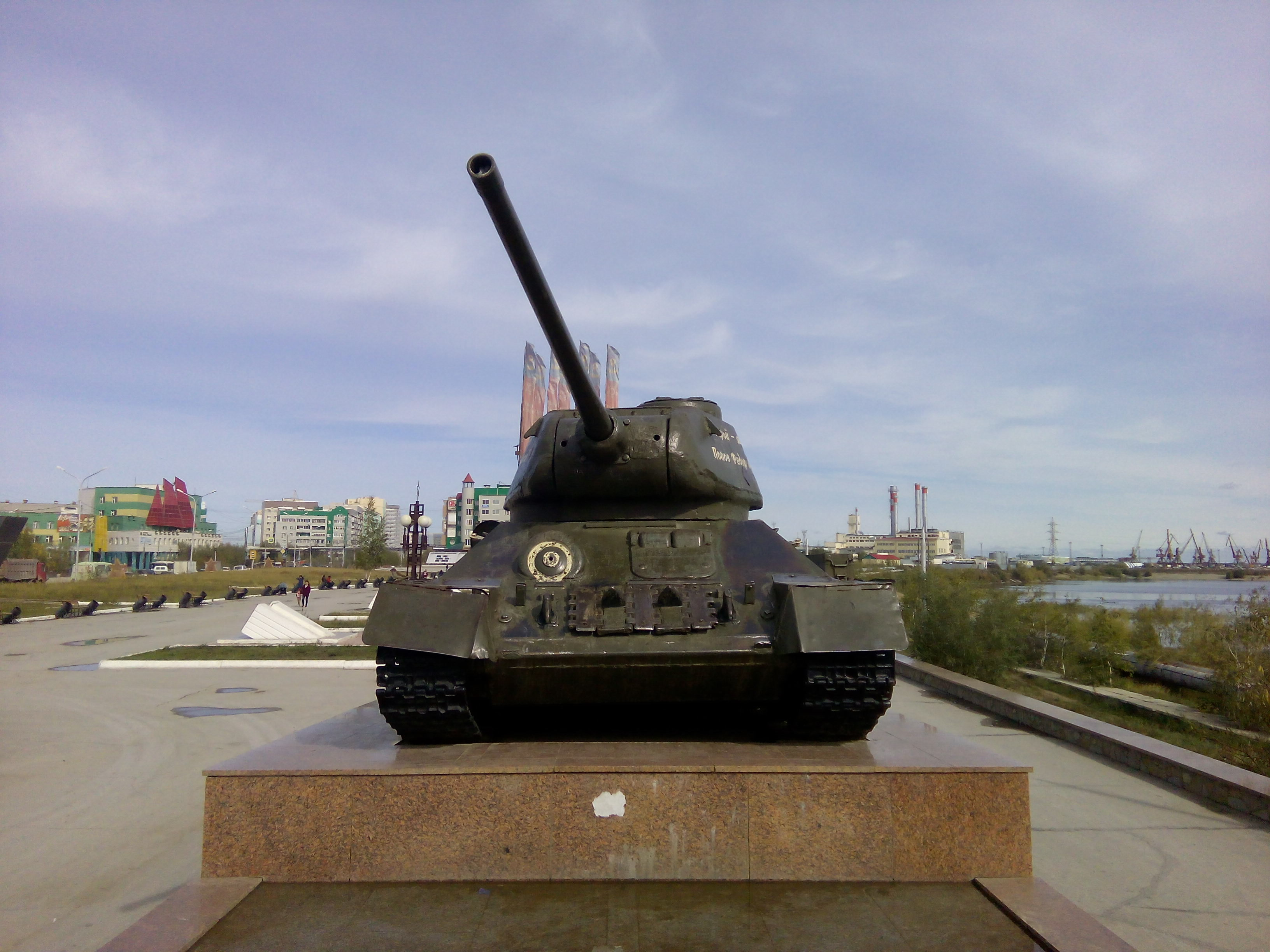
Вид спереди
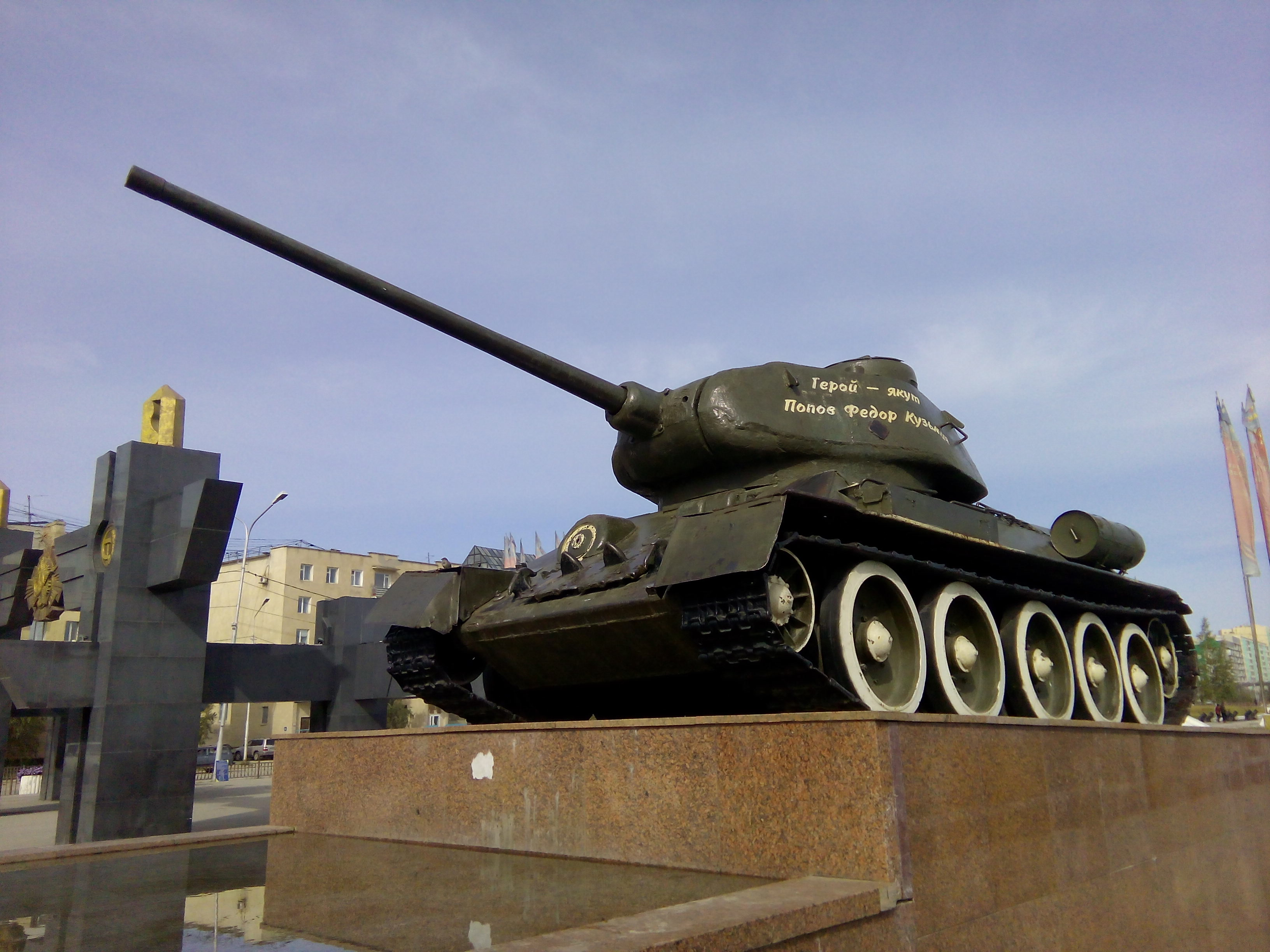
Вид слева
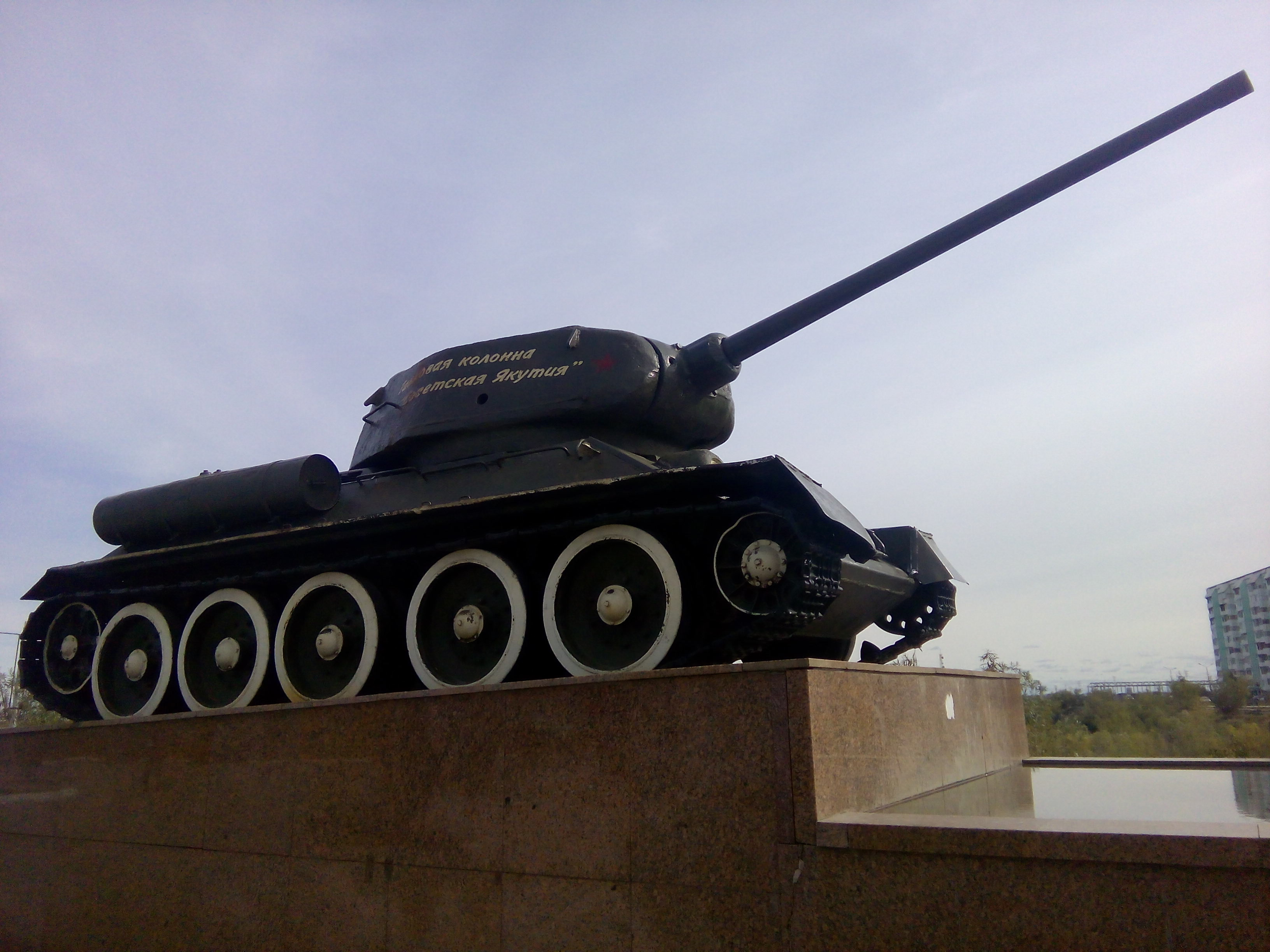
Вид справа
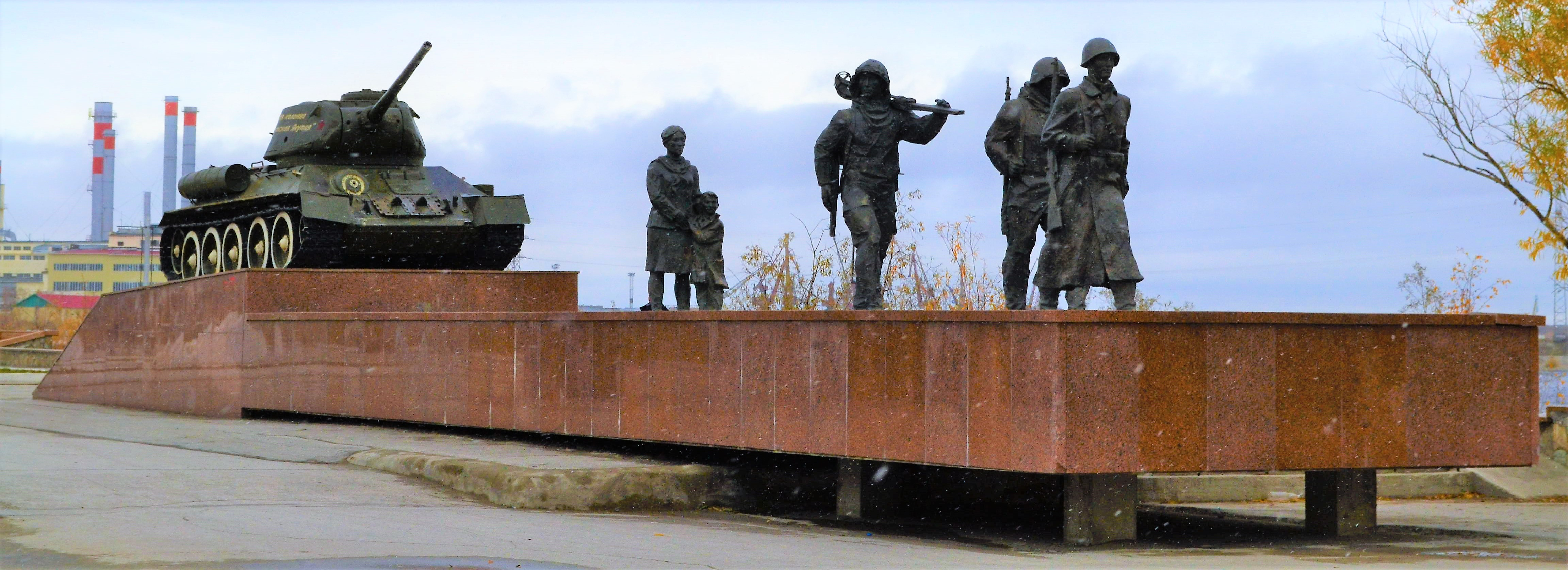
Вид со скульптурной композицией «Проводы на фронт»